# На прикладі мого брата
На прикладі мого брата (нім. Am beispiel meines bruders) — біографічний роман німецького письменника Уве Тімма. Твір опублікований 1 січня 2003 року видавництвом Kiepenheuer&Witsch.

## Історія створення
У своїх інтерв’ю Уве Тімм розповідав, що мати вважала за краще не турбувати померлих, тому він довгий час збирав матеріал і видав його після смерті родичів.
За словами Уве Тімма, «книга потребувала тривалої емоційної підготовки та певного досвіду». Також він зауважив, що «завжди хотів написати про брата, але … було страшно дізнатися більше негативних речей… якби брат не тільки воював у складі військ СС, а й брав участь у розстрілах партизан та євреїв».

## Зміст
Роман присвячений братові автора, Карлу-Хайнцу, який під час Другої світової війни пішов добровольцем до дивізії СС «Мертва голова», воював на Східному фронті та загинув в Україні у 1943 році. Був похований на німецькому військовому кладовищі у Знам’янці.
Автор розповідає про його дитячі роки, а також про свою родину: батька, учасника двох світових воєн, мати та старшу сестру. 
У. Тімм зауважує, що його старший брат завжди був для батька взірцевим сином, чесним, сміливим, слухняним та при цьому висвітлює причини, що спонукали брата піти добровольцем, не чекаючи призову.
У книзі також неодноразово підіймається тема причин мовчазної згоди німецького суспільства зі злочинами гітлерівського режиму, колективної відповідальності за скоєні злочини, неприпустимості жахливих речей, які є супутниками війни.

## Сприйняття
Книга викликала полеміку серед істориків та письменників щодо почуття провини, колективної відповідальності та власних жертв німців у Другій світовій війні від вигнань чи бомбардувань.
На думку німецького літературознавця Губерта Шпігеля, «…мало хто писав про минуле Німеччини так тверезо та безжалісно, але водночас з любов’ю та ніжністю».
За оцінкою Енн-Бітт Ґереке, наукового співробітника Інституту літературознавства Кільського університету, роман «На прикладі мого брата» є зразком того, як примирення з минулим може…стати формою літературного мистецтва».

## Номінації до нагород
У 2006 році книга була представлена до нагород:  
- Дайтонівською літературною премією миру (Dayton Literary Peace Prize)[8];
- літературною премією Ангелус (The Angelus Central European Literature Award)[9].